# AMD APU
AMD Accelerated Processing Unit (APU), ранее известный как Fusion (с англ. — «слияние»), является маркетинговым термином для серии 64-разрядных гибридных микропроцессоров от Advanced Micro Devices (AMD), предназначенных для работы в качестве центрального процессора (CPU) и графического процессора (GPU) на одном кристалле.

## История разработки
Разработка технологии «Fusion» стала возможной после покупки компанией AMD канадской компании ATI, известного производителя видеопроцессоров, которая состоялась 25 октября 2006 года. Изначально предполагалось, что эта технология будет дебютировать во второй половине 2009 года, как преемник последней процессорной архитектуры[какой?].
В июне 2006 года сотрудник AMD Генри Ричард (англ. Henri Richard) дал интервью сайту DigiTimes, в котором намекнул на будущую разработку нового процессора:

Вопрос: Каковы ваши перспективы в разработке новой процессорной архитектуры на следующие три-четыре года?
Ответ: Как прокомментировал Дирк Мейер (англ. Dirk Meyer) на нашей встрече аналитиков, мы не остановимся. Мы говорили об обновлении текущей архитектуры K8, которое состоится в 2007 году. Мы планируем следующие усовершенствования новой архитектуры: производительность операций с целыми числами, производительность операций с вещественными числами, полоса пропускания памяти, соединения и так далее. Вы знаете, что наша платформа всё ещё крепко стоит, но, конечно, мы не остановимся, и у нас уже есть ядро нового поколения, над которым мы работаем. Я не могу предоставить вам сейчас больше подробностей, но я думаю, что важно то, что мы чётко установили, что это — гонки двух лошадей. И, как это бывает в лошадиных забегах, даже если одна лошадь немного обгоняет другую, то это полностью меняет ситуацию. Но важно то, что это — гонка.
Оригинальный текст (англ.)Question: What is your broad perspective on the development of AMD processor technology over the next three to four years?

Answer: Well, as Dirk Meyer commented at our analysts meeting, we're not standing still. We've talked about the refresh of the current K8 architecture that will come in '07, with significant improvements in many different areas of the processor, including integer performance, floating point performance, memory bandwidth, interconnections and so on. You know that platform still has a lot of legs under it, but of course we're not standing still, and there's a next-generation core that's being worked on. I can't give you more details right now, but I think that what's important is that we're establishing clearly that this is a two-horse race. And as you would expect in a race, sometimes, when one horse is a little bit in front of the other, it reverses the situation. But what's important is that it is a race.

В интервью Марио Риваса (англ. Mario Rivas) с CRN.com он заявляет:
«С программой Fusion компания AMD надеется предоставить многоядерные продукты, используя разные типы процессорных блоков. Например, GPU будет выделяться во многих задачах с параллельным вычислением, в то время как центральный процессор возьмёт на себя тяжёлую работу по перемалыванию чисел. Fusion-процессоры с CPU и GPU, интегрированными в одной архитектуре, должны сделать жизнь системных программистов и разработчиков приложений намного проще».
В апреле 2009 года появилась новость о том, что AMD собрала пробную версию модели «Llano» и довольна результатами. Впоследствии AMD перенесла выпуск процессора Fusion на 2011 год. Ранее считалось, что калифорнийский разработчик представит процессор с интегрированным ядром на основе 45-нанометрового техпроцесса уже в начале 2010 года, однако новый роадмап AMD отодвинула появление Fusion на целый год, до освоения 32-нанометрового техпроцесса.
Тогда AMD планировала две модификации Fusion — Llano, с четырьмя ядрами и 4 Мб кэш-памяти, и Ontario, с двумя ядрами и 1 Мб кэш-памяти.
«Llano», построенные на архитектуре AMD Fusion, будут состоять из четырёх ядер класса Phenom II с 4 Мб кэш-памяти L3 и контроллером DDR3 1600 МГц, а также с графическим ядром с поддержкой Direct3D 11 и шиной PCI Express 2.0 для внешней видеокарты; данные микропроцессоры будут производиться по 32-нм техпроцессу.

## Особенности архитектуры
APU от AMD имеют уникальную архитектуру: они имеют модули ЦП AMD, кэш-память и графический процессор дискретного класса, все на одном кристалле с использованием одной и той же шины. Эта архитектура позволяет использовать графические ускорители, такие как OpenCL, со встроенным графическим процессором. Цель состоит в том, чтобы создать «полностью интегрированный» APU, который, по мнению AMD, в конечном итоге будет содержать «гетерогенные ядра», способные автоматически обрабатывать работу как CPU, так и GPU, в зависимости от требований рабочей нагрузки.
Интеграция GPU дает существенное увеличение пропускной способности для графической подсистемы, снижение энергопотребления и конечной стоимости продуктов. В отличие от дискретных видеокарт, интегрированные GPU не имеют собственной памяти и вынуждены использовать общую память.
Преимущества APU перед классической моделью интеграции GPU в системную логику материнских плат в видении AMD:
- Пропускная полоса между GPU и памятью увеличилась в три раза;
- Отпадает необходимость в некоторых коммутационных узлах;
- Существенное уменьшение необходимой разводки;
- Уменьшается размер GPU;
- Уменьшаются задержки и энергопотребление.

Расширенный интерфейс между центральным процессором и графическим ускорителем открывает новые возможности:
- Расширенное управление напряжением для CPU и GPU;
- Поддержка GPU высокоуровневых языков программирования;
- Единое адресное пространство для CPU и GPU;
- Страничное использование памяти для GPU;
- Новые возможности для общих вычислений (GPGPU).

## Платформы

### GPU на основе TeraScale

#### Falcon и Swift
В июле 2008 года на AMD Technology Analyst Day компания публично анонсировала две реализации процессора Fusion:
- Серия Falcon
  - целевой рынок процессора Bulldozer из серии Falcon — настольные системы с энергопотреблением от 10 Вт до 100 Вт.
  - Bobcat, процессор из серии Falcon, ориентирован на рынок мобильных телефонов, UMPC и карманных устройств с энергопотреблением от 1 Вт до 10 Вт.
- Серия Swift 
 Процессоры серии Swift базируются на основе архитектуры K10 (Stars) и выполнены на 45-нм техпроцессе и нацелены на рынок ноутбуков. Заявлена поддержка стандарта памяти DDR3. Процессоры серии Swift должны были иметь полностью DirectX 10-совместимое графическое ядро на основе чипа Radeon RV710. Также присутствует полная поддержка технологий PowerXpress и Hybrid CrossFireX. TDP: 5-8 Вт (под нагрузкой), 0,6-0,8 Вт (в режиме простоя). Две версии процессоров Swift: White Swift (основан на 1-м ядре) и Black Swift (основан на 2-х ядрах).

#### Llano и Bobcat
Позже план выпуска процессоров изменили и Swift был полностью отменён (причина была связана с плохим выходом годных чипов на 45-нм техпроцессе). Вместо него в июне 2010 года в Абу-Даби (где расположена штаб-квартира владельцев GlobalFoundries) были анонсированы Llano («Ллэ́но») и Bobcat, которые и стали в 2011 году первыми APU Fusion (А-серия), ориентированными на различные сегменты рынка.
- Llano основан на модифицированном ядре поколения K10 (Stars). Выпускается на мощностях GlobalFoundries по 32-нм SOI техпроцессу с использованием материалов, имеющих высокое значение диэлектрической константы (high-k) и транзисторов с металлическим затвором (metal gate). Llano доступен в двух-, трёх- и четырёхъядерных вариантах.
- «Мобильное» ядро Bobcat, в отличие от Intel Atom, обладает внеочередным исполнением команд и является основой для APU Ontario (TDP 9 Вт) и Zacate (TDP 18 Вт), доступные в одно- и двухъядерных вариантах.

Спецификация:
- 2-4 ядра K12 (улучшенное K10);
- GPU класса HD 5000[12], полностью совместимое с DirectX 11, OpenGL 4.1 и OpenCL 1.1;
- Процессорные и графические ядра находятся на одной подложке;
- 0,5-1 Мб кэша L2 на ядро (кэш L3 отсутствует)
- двухканальный контроллер памяти с поддержкой модулей до DDR3-1600, но лишённый за ненадобностью поддержки ECC;
- интегрированный контроллер PCI Express 2.0; процессоры А-серии поддерживают «расщепление» линий PCIe, то есть возможна работа как в режиме х16, так и х8+х8;
- Dual Graphics (ранее это называлось Hybrid CrossFireX) — спаривание с одним или двумя внешним(и) GPU 6000-й серии для совместной работы и увеличения числа подключаемых мониторов (поддерживаются карты на чипах Radeon HD 6450, HD 6570 и HD 6670).
- поддержка GPGPU;

По предварительным данным, трёх- и четырёхъядерные процессоры Llano будут называться «Beavercreek», а двухъядерные — «Winterpark».

#### Brazos
AMD Brazos — самая первая платформа Fusion на двухъядерных процессорах Bobcat, разработанная для мобильных решений (ноутбуков и нетбуков).

#### Athlon II и Sempron
Отбракованные по видеоядру экземпляры Llano продаются под торговой маркой Athlon II, позволяя владельцу по привлекательной стоимости построить 4-ядерную систему, выбрав при этом желаемую дискретную видеокарту.
- AMD Athlon II X4 651 (3,0 ГГц, 4 МБ кэш-памяти)
- AMD Athlon II X4 641 (2,8 ГГц, 4 МБ кэш-памяти)
- AMD Athlon II X4 631 (2,6 ГГц, 4 МБ кэш-памяти)

#### Trinity и Enhanced-Bobcat
- APU Trinity пришёл на смену Llano. В Trinity окончательно устаревшие ядра K10 будут заменены на ядра Piledriver (развитие микроархитектуры Bulldozer). Как и Llano, Trinity производится по 32-нм SOI техпроцессу.
- APU Fusion на основе Bobcat (Ontario/Zacate), заменено на Enhanced-Bobcat в вариантах (Krishna/Wichita), производимых по 28-нм bulk техпроцессу.
  - Для десктопов/ноутбуков Zacate будет заменён на Krishna (в двух- и четырёхъядерных вариантах).
  - Для изделий с низким энергопотреблением и ультратонких ноутбуков Ontario заменён на Wichita.

Как ожидается, будет доступен с количеством ядер от одного до четырёх.
Выпуск Trinity начат в октябре 2012 года.
| APU     | release    | process    | TDP     | CPU cores      | GPU SPUs         |
| ------- | ---------- | ---------- | ------- | -------------- | ---------------- |
| Ontario | Q1 2011    | 40 nm bulk | 9W      | 1-2 Bobcat     | 16 (80) VLIW5    |
| Zacate  | Q1 2011    | 40 nm bulk | 18W     | 1-2 Bobcat     | 16 (80) VLIW5    |
| Llano   | Q2-Q3 2011 | 32 nm SOI  | 25W~95W | 2-4 Stars+     | 80 (400) VLIW5   |
| Wichita | H1 2012    | 28 nm bulk | ~9W     | 1-2 Bobcat+    | 16+(64) VLIW4(?) |
| Krishna | H1 2012    | 28 nm bulk | ~18W    | 2-4 Bobcat+    | 16+(64) VLIW4(?) |
| Trinity | H2 2012    | 32 nm SOI  | 17W-95W | 2-4 Piledriver | VLIW4            |

| Model     | Radeon   | TDP | CPU Cores | CPU Clock (Max/Base) | L2 Cache | Radeon Cores | GPU Clock (Max/Base) | Max DDR3                        |
| --------- | -------- | --- | --------- | -------------------- | -------- | ------------ | -------------------- | ------------------------------- |
| A10-4600M | HD 7660G | 35W | 4         | 3.2 GHz/2.3 GHz      | 4MB      | 384          | 686 MHz/497 MHz      | DDR3-1600 DDR3L-1600 DDR3U-1333 |
| A8-4500M  | HD 7640G | 35W | 4         | 2.8 GHz/1.9 GHz      | 4MB      | 256          | 655 MHz/497 MHz      | DDR3-1600 DDR3L-1600 DDR3U-1333 |
| A6-4400M  | HD 7520G | 35W | 2         | 3.2 GHz/2.7 GHz      | 1MB      | 192          | 686 MHz/497 MHz      | DDR3-1600 DDR3L-1600 DDR3U-1333 |
| A10-4655M | HD7620G  | 25W | 4         | 2.8 GHz/2.0 GHz      | 4MB      | 384          | 497 MHz/360 MHz      | DDR3-1333 DDR3L-1333 DDR3U-1066 |
| A6-4455M  | HD7500G  | 17W | 2         | 2.6 GHz/2.1 GHz      | 2MB      | 256          | 424 MHz/327 MHz      | DDR3-1333 DDR3L-1333 DDR3U-1066 |

### GPU на основе Graphics Core Next

#### Архитектура Jaguar (2013): Kabini и Temash
- Процессор на основе Jaguar
- Графическое ядро Next (GCN) 2-го поколения на основе GPU

Настольные ПК (Kabini 2013)
1. R3 (HD 8240) — 2 исполнительных устройства, базовая частота 400 МГц
2. R3 (HD 8280) — 2 исполнительных устройства, базовая частота 450 МГц
3. R3 (HD 8400) — 2 исполнительных устройства, базовая частота 600 МГц

Ультрамобильный (Kabini и Temash 2013)
Kabini
1. HD 8180 — базовая частота 225 МГц
2. HD 8210 — базовая частота 300 МГц
3. HD 8250 — базовая частота 300 МГц, Turbo 400 МГц

Temash
1. HD 8210 — базовая частота 300 МГц
2. HD 8240 — базовая частота 400 МГц
3. HD 8280 — базовая частота 450 МГц
4. HD 8330 — базовая частота 497 МГц
5. HD 8400 — базовая частота 600 МГц
6. HD 8240 — базовая частота 400 МГц

- Поддержка Socket AM1 и Socket FT3
- Целевой сегмент: настольный и мобильный

В январе 2013 года APU Kabini и Temash на базе Jaguar были представлены как преемники APU Ontario, Zacate и Hondo на базе Bobcat. APU Kabini нацелен на рынки маломощных, субноутбуков, нетбуков, ультратонких и малых форм-факторов, а APU Temash нацелен на рынки планшетов, сверхмалых мощностей и малых форм-факторов. Два-четыре ядра Jaguar APU Kabini и Temash имеют многочисленные архитектурные улучшения, касающиеся требований к мощности и производительности, такие как поддержка более новых команд x86, более высокий счетчик IPC, режим состояния питания CC6 и стробирование тактовых импульсов. Kabini и Temash — первые AMD, а также первые в истории четырёхъядерные SoC на базе x86. Интегрированные концентраторы Fusion Controller Hub (FCH) для Kabini и Temash имеют кодовые названия «Yangtze» и «Salton», соответственно. Yangtze FCH поддерживает два порта USB 3.0, два порта SATA 6 Гбит / с, а также протоколы xHCI 1.0 и SD / SDIO 3.0 для поддержки SD-карт. Оба чипа оснащены DirectX 11.1-совместимой графикой на основе GCN, а также многочисленными улучшениями HSA. Они были изготовлены с использованием 28 нм процесса в пакете решетчатой решетки FT3 компанией Taiwan Semiconductor Manufacturing Company (TSMC) и были выпущены 23 мая 2013 года.
PlayStation 4 и Xbox One были оснащены 8-ядерными полу-пользовательскими APU, производными от Jaguar.

#### Архитектура Steamroller (2014): Kaveri
- Процессор на основе Steamroller с 2-4 ядрами
- Графическое ядро Next (GCN) 2-го поколения на основе GPU с 192—512 шейдерными процессорами

Настольные ПК (Kaveri 2014)
1. R5 — 3,4,6 исполнительных устройств, базовая частота 450—800 МГц
2. R7 — 8 исполнительных устройств, базовая частота 720—866 МГц

Мобильные ПК (Kaveri 2014)
1. R4 — 3 исполнительных устройства, базовая частота 494—533 МГц, Turbo 533 МГц
2. R5 — 4 исполнительных устройства, базовая частота 450—553 МГц, Turbo 514—626 МГц
3. R6 — 6 исполнительных устройств, базовая частота 464—576 МГц, Turbo 533—654 МГц
4. R7 — 6,8 исполнительных устройств, базовая частота 498—600 МГц, Turbo 553—686 МГц

- Тепловая расчетная мощность 15-95 Вт
- Самый быстрый мобильный процессор из этой серии: AMD FX-7600P (35 Вт)
- Самый быстрый настольный процессор из этой серии: AMD A10-7850K (95 Вт)
- Разъем FM2 + и Разъем FP3
- Целевой сегмент настольный и мобильный
- Гетерогенная архитектура системы с поддержкой нулевого копирования посредством передачи указателя

Третье поколение платформы под кодовым названием Kaveri было частично выпущено 14 января 2014 года. Kaveri содержит до четырёх процессорных ядер Steamroller с тактовой частотой 3,9 ГГц с турбо-режимом 4,1 ГГц, до 512-ядерного графического ядра Next Core GPU, два блока декодирования на модуль вместо одного (что позволяет каждому ядру декодировать четыре инструкции за такт вместо двух) AMD TrueAudio, Mantle API, встроенная микросхема ARM Cortex-A5 MPCore, и выпустит с новым сокетом, FM2 +. Ян Кутресс и Рахул Гарг из Anandtech утверждают, что Kaveri представляет собой единую реализацию системы на кристалле при приобретении AMD ATI.
AMD объявила о выпуске APU Kaveri для рынка мобильной связи 4 июня 2014 года на Computex 2014, вскоре после случайного объявления на сайте AMD 26 мая 2014 года. Объявление включало компоненты, предназначенные для сегментов стандартного напряжения, низкого напряжения и сверхнизкого напряжения на рынке.

#### Архитектура Puma (2014): Beema и Mullins
- Процессор на основе Puma
- Графическое ядро Next (GCN) 2-го поколения на основе GPU со 128 шейдерными процессорами

Планшеты (Mullins 2014)
1. R2 — 2 исполнительных устройства, Turbo 300 МГц
2. R3 — 2 исполнительных устройства, Turbo 350 МГц
3. R6 — 2 исполнительных устройства, Turbo 500 МГц

Мобильные ПК (Beema 2014)
1. R2 — 2 исполнительных устройства, Turbo 350—500 МГц
2. R3 — 2 исполнительных устройства, базовая частота 267, Turbo 600 МГц
3. R4 — 2 исполнительных устройства, Turbo 500 МГц
4. R5 — 2 исполнительных устройства, базовая частота 300, Turbo 847 МГц

- Разъем FT3
- Целевой сегмент ультрамобильный

#### Архитектура Puma + (2015): Carrizo-L
- Процессор на основе Puma + с 2-4 ядрами
- Графическое ядро Next (GCN) 2-го поколения на основе GPU со 128 шейдерными процессорами

Ультрамобильный (Carrizo-L 2015)
1. R2 — 2 исполнительных устройства, Turbo 400—600 МГц
2. R3 — 2 исполнительных устройства, Turbo 686 МГц
3. R4 — 2 исполнительных устройства, Turbo 800 МГц
4. R5 — 2 исполнительных устройства, Turbo 847 МГц

- Настраиваемый TDP 12-25 Вт
- Поддержка Socket FP4; совместим по выводам с Carrizo
- Целевой сегмент мобильный и ультрамобильный

#### Архитектура Excavator (2015): Carrizo
- Процессор на основе Excavator с 4 ядрами
- Графическое ядро Next (GCN) 2-го поколения на основе GPU

Настольные ПК (Сarrizo 2016)
1. R5 — 4,6 исполнительных устройств, базовая частота 800—1029 МГц
2. R7 — 6,8 исполнительных устройств, базовая частота 847—1108 МГц

Мобильные ПК (Carrizo 2015)
1. R5 — 4,6 исполнительных устройств, максимальная частота 720—800 МГц
2. R6 — 6 исполнительных устройств, максимальная частота 720—800 МГц
3. R7 — 6,8 исполнительных устройств, базовая частота 758—800 МГц
4. R8 — 8 исполнительных устройств

- Контроллер памяти поддерживающий DDR3 SDRAM на частоте 2133 МГц и DDR4 SDRAM на частоте 1866 МГц
- Конфигурируемый TDP 15-35 Вт (с блоком cTDP 15 Вт, имеющим сниженную производительность)
- Интегрированный южный мост
- Разъем FP4
- Целевой сегмент мобильный

#### Архитектура Steamroller (Q2 — Q3 2015): Godavari
- Обновление настольной серии Kaveri с более высокими тактовыми частотами или меньшей огибающей мощности
- Процессор на основе Steamroller с 4 ядрами
- Графическое ядро Next (GCN) 2-го поколения на основе GPU
- Контроллер памяти поддерживающий DDR3 SDRAM на частоте 2133 МГц
- 95 Вт TDP
- Разъем FM2 +
- Целевой сегмент настольный
- Зарегистрирован со второго квартала 2015 года

#### Архитектура Excavator (2016): Bristol Ridge и Stoney Ridge
- Процессор на основе Excavator с 2-4 ядрами
- 1 МБ кэш-памяти второго уровня на модуль
- Графическое ядро Next (GCN) 3-го поколения на основе GPU

Настольные ПК (Bristol Ridge 2016)
1. R5 — 4,6 исполнительных устройств, базовая частота 800—1029 МГц
2. R7 — 6,8 исполнительных устройств, базовая частота 847—1108 МГц

Мобильные ПК (Bristol Ridge 2016)
1. R5 — 4,6 исполнительных устройств, базовая частота 720—800 МГц
2. R7 — 6,8 исполнительных устройств, базовая частота 758—900 МГц

Ультрамобильный (Stoney Ridge 2016)
1. R2 — 2 исполнительных устройства, базовая частота 600 МГц
2. R3 — 2 исполнительных устройства, базовая частота 655—686 МГц
3. R4 — 3 исполнительных устройства, базовая частота 600—686 МГц
4. R5 — 3 исполнительных устройства, базовая частота 655—847 МГц

- Контроллер памяти поддерживающий DDR4 SDRAM
- TDP 15/35/45/65 Вт с поддержкой настраиваемого TDP
- Целевой сегмент настольный, мобильный и ультрамобильный

#### Архитектура Zen (2017):Raven Ridge
- Процессорные ядра на основе микроархитектуры Zen с одновременной многопоточностью (SMT)
- 512 КБ кэш-памяти второго уровня на ядро
- 4 МБ кэш-памяти третьего уровня
- Графическое ядро Graphics Core Next[англ.] (GCN) 5-го поколения («Vega»)

Настольные ПК:
1. RX Vega 3 — 3 исполнительных устройства, производительность до 384 GFLOPS на частоте 1000 МГц
2. RX Vega 8 — 8 исполнительных устройств, производительность до 1126 GFLOPS на частоте 1100 МГц
3. RX Vega 11 — 11 исполнительных устройств, производительность до 1760 GFLOPS на частоте 1250 МГц

Мобильные ПК:
1. Vega 3 — 3 исполнительных устройства, производительность до 422.4 GFLOPS на частоте 1100 МГц
2. Vega 6 — 6 исполнительных устройств, производительность до 844.8 GFLOPS на частоте 1100 МГц
3. Vega 8 — 8 исполнительных устройств, производительность до 1126.4 GFLOPS на частоте 1100 МГц
4. Vega 10 — 10 исполнительных устройств, производительность до 1664 GFLOPS на частоте 1300 МГц
5. Vega 11 — 11 исполнительных устройств, производительность до 1830.4 GFLOPS на частоте 1300 МГц

- Контроллер памяти поддерживающий DDR4 SDRAM
- Video Core Next как преемник UVD + VCE
- Целевой сегмент настольный и мобильный
- Зарегистрирован с четвёртого квартала 2017 года

#### Архитектура Zen+ (2019): Picasso
- Микроархитектура ЦП на базе Zen +
- Графическое ядро Graphics Core Next[англ.] (GCN) 5-го поколения («Vega»)

Настольные ПК:
1. RX Vega 3 — 3 исполнительных устройства, производительность до 424.4 GFLOPS на частоте 1100 МГц
2. RX Vega 8 — 8 исполнительных устройств, производительность до 1126 GFLOPS на частоте 1280 МГц
3. RX Vega 11 — 11 исполнительных устройств, производительность до 1971.2 GFLOPS на частоте 1400 МГц

Мобильные ПК:
1. Vega 3 — 3 исполнительных устройства, производительность до 384.0-460.8 GFLOPS на частоте 1100—1200 МГц
2. Vega 6 — 6 исполнительных устройств, производительность до 921.6 GFLOPS на частоте 1200 МГц
3. Vega 8 — 8 исполнительных устройств, производительность до 1228.8 GFLOPS на частоте 1200 МГц
4. Vega 9 — 9 исполнительных устройств, производительность до 1497.6 GFLOPS на частоте 1300 МГц
5. Vega 10 — 10 исполнительных устройств, производительность до 1792.0 GFLOPS на частоте 1400 МГц
6. Vega 11 — 11 исполнительных устройств, производительность до 1971.2 GFLOPS на частоте 1400 МГц

- Обновление Raven Ridge на 12 нм с улучшенной задержкой и эффективностью / тактовой частотой. Особенности идентичны Raven Ridge

Выпущен в январе 2019 г.

#### Архитектура Zen 2 (2020):Renoir
- Микроархитектура ЦП на базе Zen 2
- Графическое ядро Graphics Core Next[англ.] (GCN) 5-го поколения («Vega»)

Настольные ПК:
1. Vega 6 — 6 исполнительных устройств, производительность до 1305.6 GFLOPS на частоте 1700 МГц
2. Vega 7 — 7 исполнительных устройств, производительность до 1702.4 GFLOPS на частоте 1900 МГц
3. Vega 8 — 8 исполнительных устройств, производительность до 2048—2150.4 GFLOPS на частоте 2000—2100 МГц

Мобильные ПК:
1. Vega 5 — 5 исполнительных устройства, производительность до 896 GFLOPS на частоте 1400 МГц
2. Vega 6 — 6 исполнительных устройств, производительность до 1152 GFLOPS на частоте 1500 МГц
3. Vega 7 — 7 исполнительных устройств, производительность до 1433.6 GFLOPS на частоте 1600 МГц
4. Vega 8 — 8 исполнительных устройств, производительность до 1792 GFLOPS на частоте 1750 МГц

- VCN 2.1
- Контроллер памяти поддерживающий DDR4 и LPDDR4X SDRAM до 4266 МГц
- TDP 15 и 45 Вт для мобильных устройств и TDP 35 и 65 Вт для настольных компьютеров
- 7 нм от TSMC
- Сокет FP6 для мобильного сегмента и сокет AM4 для настольного сегмента

Выпуск в начале 2020 года

#### Архитектура Zen 3 (2021):Cezanne
- Микроархитектура ЦП на базе Zen 3
- Графическое ядро Graphics Core Next[англ.] (GCN) 5-го поколения («Vega»)

Настольные ПК:
1. AMD Radeon Graphics — 6 исполнительных устройств, частота 1700 МГц, производительность до 1305.6 GFLOPS
2. AMD Radeon Graphics — 7 исполнительных устройств, частота 1900 МГц, производительность до 1702.4 GFLOPS
3. AMD Radeon Graphics — 8 исполнительных устройств, частота 1200 МГц, производительность до 2048 GFLOPS

Мобильные ПК:
1. AMD Radeon Graphics — 6 исполнительных устройств, частота 1500 МГц, производительность до 1228.8 GFLOPS
2. AMD Radeon Graphics — 7 исполнительных устройств, частота 1800 МГц, производительность до 1612.8 GFLOPS
3. AMD Radeon Graphics — 8 исполнительных устройств, частота 1900—2100 МГц, производительность до 2048—2150.4 GFLOPS

- Контроллер памяти поддерживающий DDR4 и LPDDR4X SDRAM до 4266 МГц
- TDP 45 Вт для мобильных устройств и TDP 35 Вт и 65 Вт для настольных ПК.
- 7-нм от TSMC
- Сокет FP6 для мобильного сегмента и сокет AM4 для настольного сегмента

Выпущен для мобильных устройств в начале 2021 года, а для настольных компьютеров — в апреле 2021 года.

### GPU на основе RDNA

#### Архитектура Zen 3+ (2022):Rembrandt
- Микроархитектура ЦП на базе Zen 3+
- GPU на базе «RDNA 2»

Мобильные ПК:
1. AMD Radeon 660M — 6 исполнительных устройств, частота 1.9 ГГц, производительность до 1459.2 GFLOPS
2. AMD Radeon 680M — 12 исполнительных устройств, частота 2.2-2.4 ГГц, производительность до 3379.2-3686.4 GFLOPS

- Контроллер памяти поддерживает DDR5-4800 и LPDDR5-6400
- TDP до 45 Вт для мобильных устройств
- Сокет FP7 для мобильных устройств
- Выпущено для мобильных устройств в начале 2022 года

#### Архитектура Zen 4 (2023):Phoenix
- Микроархитектура ЦП на базе Zen 4
- GPU на базе RDNA3

Мобильные ПК:
1. AMD Radeon 780M — 12 исполнительных устройств, частота 2.7-2.8 ГГц
2. AMD Radeon 760M — 8 исполнительных устройств, частота 2.6 ГГц
3. AMD Radeon 740M — 4 исполнительных устройств, частота 2.5-2.8 ГГц

Настольные ПК:
1. AMD Radeon 780M — 12 исполнительных устройств, частота 2.7-2.9 ГГц
2. AMD Radeon 760M — 8 исполнительных устройств, частота 2.6-2.8 ГГц
3. AMD Radeon 740M — 4 исполнительных устройств, частота 2.6-2.8 ГГц

- TDP до 54 Вт для мобильных устройств и TDP 35 Вт и 65 Вт для настольных ПК.
- Двухканальный контроллер памяти  DDR5-5600 или LPDDR5X-7500 для мобильных устройств,DDR5-5200 для настольных ПК.
- XDNA AI Engine (Ryzen AI).

#### Архитектура Zen 4 (2023):Dragon Range
- Микроархитектура ЦП на базе Zen 4
- GPU на базе RDNA2
- TDP до 75 Вт
- Двухканальный контроллер памяти DDR5-5200